# Полієни
Полієни — це олефіни, органічні сполуки, які містять два або більше вуглець-вуглецевих подвійних зв’язків (подвійні зв’язки C=C). Вони належать до групи алкенів. Залежно від кількості подвійних зв’язків у молекулі полієни поділяють на дієни (з двома), трієни (з трьома), тетраєни (з чотирма), пентаєни (з п’ятьма подвійними зв’язками) тощо.
До полієнів належать, зокрема, каротини, полієнові антибіотики.

## Класифікація та номенклатура
| Ізомери пентадієна              | Ізомери пентадієна |
| ------------------------------- | ------------------ |
| кон'югований дієн 1,3-пентадієн |                    |
| ізольований дієн 1,4-пентадієн  |                    |
| кумульований дієн 1,2-пентадієн |                    |

Полієни розрізняються розташуванням подвійних зв'язків, тобто будовою молекули:
- Якщо подвійні та одинарні зв'язки у вуглецевому ланцюзі розміщені почергово, вони називаються кон'югованими подвійними зв’язками (лат. conjugare: з’єднувати в пару). У цьому випадку вуглецеві подвійні зв’язки розділені одним одинарним вуглецевим зв’язком (див. 1,3-пентадієн). Між подвійними зв’язками можуть відбуватися взаємодії (кон’югація), через які одинарні зв’язки між ними можуть набувати «характеру часткового подвійного зв’язку».

- В ізольованих подвійних зв’язках подвійні зв’язки відокремлені один від одного принаймні двома одинарними зв’язками C-C (див. 1,4-пентадієн). У цьому випадку подвійні зв'язки зазвичай не взаємодіють один з одним.

- У випадку кумульованих подвійних зв’язків (лат. cumulatus: купа) ряд вуглецевих подвійних зв’язків не переривається одинарними вуглецевими зв’язками (див. 1,2-пентадієн). Атоми вуглецю розташовані лінійно вздовж кумульованих подвійних зв'язків, оскільки центральні атоми вуглецю знаходяться в sp-гібридизації. Сполуки з двома кумульованими подвійними зв'язками називаються аленами, а сполуки з трьома або більше кумульованими подвійними зв'язками називаються кумуленами[1].

Назва полієну, як і назва алкену, походить від назви відповідного алкану, при цьому закінчення -ан замінюється грецьким позначенням кількості подвійних зв’язків (ді, три, тетра тощо) і закінченням -єн, яке характеризує алкени. Позиції подвійних зв'язків позначаються арабськими цифрами, розділеними комами. Нумерація зв’язків зроблена так, щоб у назві алкену можна було використовувати якомога менші числа. Цифри сполучені з назвою дефісом. Приклад: бутан (алкан) → бутен (алкен, один подвійний зв’язок) → 1,2-бутадієн (дієн, два подвійні зв’язки в положеннях 1 і 2 у вуглецевому ланцюзі).

## Характеристики

### Структура
Довжина одинарних і подвійних зв'язків у полієнах відрізняється від такої в алканах або алкенах, таких як етен. Одинарні зв'язки С-С зазвичай мають довжину 0,154 нм. Подвійні зв’язки С-С завдовжки 0,134 нм. Однак одинарні зв’язки C-C, що йдуть за подвійним зв’язком C-C, коротші за 0,1526 нм.
Це пояснюється тим, що через sp²-гібридизацію атома вуглецю, який бере участь в одинарних і подвійних зв’язках (у випадку 1,3-бутадієну на правому малюнку, атоми вуглецю 2 і 3), зв’язувальні молекулярні орбіталі не мають такий просторовий ступінь, як при гібридизації sp³, наприклад, з алканами.

#### Конформація
Полієни мають одинарні зв’язки C-C, навколо яких можуть обертатися фрагменти молекули. Це допускає різні конформації молекули.
Обертання навколо одинарних зв’язків призводить до конформацій, у яких два подвійні зв’язки знаходяться на одному боці, якщо дивитися від одинарного зв’язку, або на протилежних сторонах. Тоді говорять про цисоїдні або трансоїдні конформації.

#### Конфігурація
Завдяки подвійним зв'язкам С=С у полієнах виникає явище цис-транс-ізомерії. Для кожного подвійного зв’язку можливі дві різні просторові орієнтації (конфігурації) вуглецевого ланцюга. Оскільки ці конфігурації можна перетворити одна на іншу лише шляхом розриву та відновлення зв’язків, це призводить до різних сполук. Зі збільшенням кількості подвійних зв’язків у молекулі полієну зростає можливість різних комбінацій цис- і транс-подвійних зв’язків і, отже, кількість ізомерів.

#### Мезомерія
У випадку кон'югованих полієнів мезомерія також впливає на довжини зв’язків і співвідношення, подібно до бензолу та інших ароматичних сполук.
Існує дві мезомерні граничні структури 1,3-бутадієну, які характеризуються різним розподілом електронів. Усі атоми вуглецю є sp²-гібридизованими. Подвійні зв’язки в 1,3-бутадієні та інших кон'югованих полієнах певною мірою мають властивості одинарних зв’язків і, навпаки, одинарні зв’язки також мають незначний характер подвійних зв’язків. 

### Стабільність
Відносним показником стабільності вуглеводнів із кратними зв’язками, таких як полієни, є так звана теплота гідрування. Це енергія, яка виділяється при гідруванні подвійних зв’язків. Помічено, що під час гідрування кон'югованих полієнів виділяється менше енергії, ніж з некон’югованими полієнами.

## Поширення
Полієни широко поширені в природі. Зазвичай це кольорові сполуки. До полієнів належать каротиноїди, анулени та циклооктатетраєни, ціанінові та поліметинові барвники, фекапентаєни, гамони та лейкотрієни. Жирні кислоти з кількома подвійними зв’язками (полієнові жирні кислоти), такі як лінолева кислота та арахідонова кислота, також є полієнами, як і різні макроліди, включаючи макролідні антибіотики та протигрибкові засоби, такі як ністатин, натаміцин, амфотерицин В і кандицидин.

## Використання
Окремі полієни використовують як протигрибкові засоби для лікування грибкових інфекцій. Це макроцикли, більші кільцеподібні полієни з кількома гідроксильованими ділянками, що надає цим сполукам амфіфільний характер. Прикладами таких сполук є натаміцин, філіпін, ністатин і амфотерицин В. Полієни мають найширший серед протигрибкових препаратів спектр активності in vitro. Останнім часом на полієни звернули увагу як на потенційні молекулярні провідники і перемикачі, світловоди, оптичні діоди тощо.